# Gibberula diadema
Gibberula diadema is een slakkensoort uit de familie van de Cystiscidae. De wetenschappelijke naam van de soort is voor het eerst geldig gepubliceerd in 1995 door Pin & Boyer.